# Synthyris
Synthyris je biljni rod trajnica  iz porodice Plantaginaceae Sastoji se od 21 vrste raširenih po Sjevernoj Americi. Rod je smješten u tribus Veroniceae, i često je uključivan u čestoslavice (Veronice s. l.), ali ga Flora of North America, tretira samostalnim..

## Etimologija
Latinsko ime roda dolazi od grčkog syn, zajedno, i thyris, zalistak, aludirajući na zaliske kapsule koji se pridržavaju ispod osi placente. Kod biljaka placenta je dio karpela koji nosi ovule.

## Opis
Zeljasto višegodišnje bilje, listova bazalnih i dvospolnih cvjetova. Plodovi čahure, spljoštene, dehiscencije lokulicidne i bazipetalne na vrhu. Sjemenke 2-40, smeđe.  × = 12. 
Vrste Synthyris cvjetaju u rano proljeće i već nakon otapanja snijega u alpskim područjima i tundrama, a plodovi sazrijevaju do sredine proljeća. Cvjetovi su protogini. Vrste Synthyrisa nisu u skladu s Darwinovim sindromom oprašivanja koji povezuje akropetalno sazrijevanje cvjetova s protandrijom i kretanjem oprašivača prema gore na cvatu; umjesto toga, insekti posjetitelji (prvenstveno pčele koje traže pelud) pokazuju slabu tendenciju okomitog kretanja među protoginim cvjetovima (onima kojima dozrijevaju tučkovi) sa samooprašivanjem i unakrsnom oprašivanjem (M.J.McCone et al. 1995.).

## Vrste
1. Synthyris alpina A.Gray
2. Synthyris borealis Pennell
3. Synthyris bullii (Eaton) A.Heller
4. Synthyris canbyi Pennell
5. Synthyris cordata (A.Gray) A.Heller
6. Synthyris dissecta Rydb.
7. Synthyris laciniata (A.Gray) Rydb.
8. Synthyris lanuginosa (Piper) Pennell & J.W.Thomps.
9. Synthyris missurica (Raf.) Pennell
10. Synthyris oblongifolia (Pennell) L.Hufford & M.Mc Mahon
11. Synthyris pinnatifida S.Watson
12. Synthyris plantaginea (E.James) Benth.
13. Synthyris platycarpa Gail & Pennell
14. Synthyris ranunculina Pennell
15. Synthyris reniformis Benth.
16. Synthyris ritteriana Eastw.
17. Synthyris rubra (Douglas ex Hook.) Benth.
18. Synthyris schizantha Piper
19. Synthyris wyomingensis (A.Nelson) A.Heller

## Sinonimi
- Besseya Rydb.; Bull. Torrey Bot. Club 279 (1903)